# Алесандро Лонго
Алесандро Лонго (на италиански: Alessandro Longo) е италиански композитор и музиколог.

## Биография
Алесандро Лонго е роден на 31 декември 1864 г. в Амантеа, Италия. След като учи в Неаполската консерватория при Бениамино Чези (и композиция при Паоло Серао), той започва да преподава пиано в алма матер през 1887 г., замествайки Чези като професор по пианофорте, и го наследява през 1897 г.
Бидейки пианист, Лонго често свирел на пиано заедно с Квартет Ферни, с Квартето наполетано (с Кантани, Пармисиано, Скарано и Витербини). Той открива многобройни музикални ичреждения в Неапол и спечелва добра репутация като пианист. През 1914 той започва да редактира „Изкуството на пианото“ (L'Arte Pianistica). През 1944 заема поста на директор на Неаполската консерватория. Умира година след това на 80 години, в Неапол.
Днес Лонго е най-известен със създаването на улеснения за разбиране нотна книга по пиано по творбите на Доменико Скарлати. За дълги години сонатите за пиано на Скарлати биват свирени по разработката на Лонго, но по-късно биват заменени с разработката на Ралф Къркпатрик. Разработките на Лонго произхождат от забележителната му пълна пъбликация на единадесетте тома на Скарлати, съдържащи специални групи от сонати. Тяхната последователност по-късно бива променена от Кърпатрик в труда му от 1953 година. Лонго също редактира творби от Доменико Гало.
Заедно с други, неговите композиции включват две творби за пиано за четири ръце, една серената и една сюита за пиано, както и сюити за пиано и фагот, пиано и гобой, пиано и флейта, и пиано с кларинет.
Алесандро Лонго умира на 3 ноември 1945 г.

## Семеен живот
Синът му, Ахиле Лонго (1900 – 1954), също е композитор.